# البيبان (قرية)
البيبان هي قرية مغربية شمال المملكة. تنتمي البيبان لإقليم تاونات الجبلي. تضم هذه القرية 6.593 نسمة (إحصاء 2004).